# Peltigera papuana
Peltigera papuana är en lavart som beskrevs av Sérus., Goffinet, Miadl. & Vitik. Peltigera papuana ingår i släktet Peltigera och familjen Peltigeraceae.   Inga underarter finns listade i Catalogue of Life.